# 18-й Житковичский пограничный отряд войск НКВД
18-й Житковичский пограничный отряд войск НКВД — соединение пограничных войск НКВД СССР, принимавшее участие в Великой Отечественной войне.

## История
В марте 1921 года был сформирован 16-й Житковичский пограничный отряд. В соответствии с приказом ОГПУ Западного края № 6/3 от 25 января 1925 года преобразован в 18-й Житковичский пограничный отряд войск НКВД. Охранял участок старой государственной границы на юге Белоруссии, в белорусском Полесье. Штаб погранотряда находился в Житковичах (Гомельская область).
К началу войны 18-й Житковичский пограничный отряд насчитывал в своём составе 556 пограничников. Заставы отряда размещались по западному берегу реки Случь на юг до реки Припять, до границы с Украинской ССР, где их соседями были заставы 20-го пограничного отряда Украинского пограничного округа. Свою родословную Краснознамённая, ордена Суворова III степени часть внутренних войск МВД России ведёт от 18 пограничного отряда ОГПУ, сформированного 23 февраля 1925 года. Участок Государственной границы, порученный под охрану отряду, проходил по территории Житковичского, Туровского и Лельчицкого районов Украины и Белоруссии.
Пограничники несли службу в крайне тяжёлых условиях Полесья: дремучие лесные массивы перемежались непроходимыми болотами. Одна из застав круглый год вообще была отрезана от большой земли зыбкой трясиной. Здесь передвигались только по узким деревянным настилам, покрытым скользкой торфяной жижей.
Разведка Польши уделяла в то время повышенное внимание стратегически важному направлению, оберегаемому 18 погранотрядом. Не случайно на сопредельной стороне был сосредоточен филиал польского главного разведывательного управления, откуда предпринимались неоднократные попытки переправить на территорию Советского государства опытных шпионов, диверсантов и попросту бандитские группы. Однако 18 погранотряд оказался крепким орешком на пути злоумышленников.
С 1925 по 1941 год служебными нарядами пограничных застав было ликвидировано 10 банд. 4 резидентуры и 33 резидента, задержан 901 нарушитель границы. В период Великой Отечественной войны 18 пограничный отряд НКВД СССР охранял тыл действующей армии, вёл разведку на направлениях наступлений немецко-фашистских войск, принимал непосредственное участие в боях со вражескими группировками. Уже в первые месяцы сражений с превосходящими силами противника бойцы отряда проявили себя подлинными героями, самоотверженными защитниками Родины. Это о них тогда писала газета 'Правда': "Бессмертной славой покрыли себя бойцы-чекисты... они бились врукопашную, и только через мёртвые их тела враг мог продвинуться на пядь вперед...'
С июля 1941 года 18 погранотряд, находясь в составе войск НКВД по охране тыла Юго-Западного фронта, успешно вёл бои с немецко-фашистскими захватчиками. В районе г. Турова несколько застав отряда при поддержке артбатареи 75 стрелковой дивизии и Пинской военной флотилии уничтожили до 200 гитлеровских солдат и офицеров. В ходе четырёхдневных боев за станцию Копцевичи воины-пограничники отразили 9 атак, уничтожили до 600 человек вражеской пехоты.
1 августа 1941 г. у разъезда Коржевка 18 погранотряд встретился с 512-м пехотным полком 293-й пехотной дивизии вермахта. Результат для гитлеровского командования был ошеломляющим. Пограничники наголову разгромили элитную вражескую часть. На поле боя противник оставил до 900 трупов, большое количество оружия и техники, у немцев были захвачены все штабные документы, а командир полка сгорел в подожжённом доме.
В октябре 1941 г. в Харькове отряд был переформирован в 18 пограничный полк НКВД и продолжил выполнять задачи по охране фронтовых коммуникаций Юго-Западного фронта. в январе 1942 г. 18-й пограничный полк НКВД был передислоцирован в Орловскую область для охраны тыла 3 армии Брянского фронта При выполнении этой задачи в течение года пограничниками было задержано 37 агентов разведки противника. 8 бандитов и 209 ставленников врага. Во время стажировки в боевых порядках Красной Армии снайперами полна уничтожено 480 фашистов. За полтора года боевых действий полк истребил свыше 4000 немецко-фашистских захватчиков. За образцовое выполнение заданий командования по борьбе со вражескими оккупантами и проявленные при этом доблесть и мужество 18-й пограничный полк войск НКВД Указом Президиума Верховного Совета СССР от 22 февраля 1943 г был награждён орденом Красного Знамени. Во второй половине 1943 г. полк выполнял задачи по охране тыла наступающих частей Брянского фронта. За этот период пограничники разоблачили и обезвредили 104 вражеских агента, 178 полицейских, 213 ставленников врага. Всего было задержано около 7000 враждебных элементов. Снайперы уничтожили 1353 гитлеровских солдат и офицеров. Следуя за войсками Брянского фронта, полк участвовал в освобождении Польши. За овладение крепостью Познань и проявленные при этом доблесть и мужество Указом Президиума Верховного Совета СССР от 5 апреля 1945 г. 18 погранполку НКВД был вручён орден Суворова III степени После окончания войны часть продолжала выполнять задачи по очищению освобождённых территорий от вражеского подполья и его вооружённых формирований. Только в Польше с 1 июля по 31 декабря 1945 г. личным составом 18 погранполка НКВД было ликвидировано 22 банды и обезврежено более 800 бандитов.
В мае 1947 года полк передислоцировали в г. Самбор Дрогобычской области Украины для ликвидации бандеровских формирований. За год пребывания части на территории Западной Украины бойцами было уничтожено более 300 и захвачено в плен 1090 бандитов. В схватке с бандеровцами геройски погибли ефрейтор Василий Белименко, рядовые Алексей Рублёв и Василий Лыков. Приказом министра государственной безопасности СССР от 30 октября 1947 года эти воины навечно зачислены в списки личного состава части.
В мае 1948 года часть перебрасывается в Новосибирскую область для выполнения служебных задач по охране общественного порядка.
С 1955 г. и по настоящее время её постоянное место дислокации — Урал: задача охрана важных государственных объектов.

## Командиры

### Начальники отряда
- март 1921 — ноябрь 1926 — А. М. Ковалёв;
- ноябрь 1926 — март 1928 — И. И. Стабин;
- март 1928 — май 1934 — В. И. Якушев;
- май 1934 — ноябрь 1937 — И. М. Бартышунус;
- ноябрь 1937 — февраль 1939 — Ф. С. Попов
- 22 сентября 1939 — 1941 — майор (на 25 сентября 1941 года — полковник) Матвей Радионович Аканин.

### Начальники штаба
- 3 марта 1939 — 22 сентября 1939 — майор Матвей Радионович Аканин;
- с 22 сентября 1939 — майор Тимофей Васильевич Казанов.

### Замначальника отряда по политчасти
- 1940—1942 — батальонный комиссар Павел Яковлевич Леонов.

### Замначальника отряда по тылу
- 1940 — сентябрь 1941 — майор Рощин Иван Алексеевич